# 베베리나시

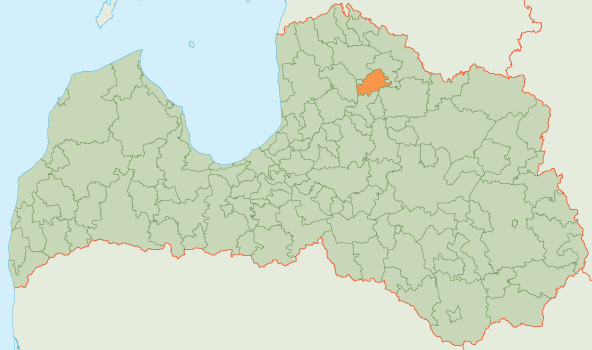
베베리나 시의 위치

베베리나시(라트비아어: Beverīnas novads)는 라트비아의 지방 자치체로 행정 중심지는 무르무이자이며 면적은 301.8km2, 인구는 3,567명(2009년 기준), 인구 밀도는 12명/km2이다. 3개 교구를 관할한다.